# Natalia Valeeva
Natalia Valeeva (* 15. listopadu 1969 Tîrnauca) je moldavsko-italská lukostřelkyně. Reprezentovala nejprve Sovětský svaz (do 1991), poté na hrách v Barceloně roku 1992 tzv. Sjednocený tým (jež spojoval země právě se rozpadnuvšího Sovětského svazu), poté reprezentovala Moldavsko (1993-1996), aby se nakonec vdala do Itálie, získala tamní občanství a reprezentovala Itálii (od 1997). Ze zmíněných her v Barceloně má dva bronzy, jeden týmový a jeden individuální. Celkem se zúčastnila šesti olympiád. Je dvojnásobnou individuální mistryní světa, jeden titul získala v barvách Moldavska (1995), jeden v dresu Itálie (2007). S italským týmem získala na světovém šampionátu též dvě zlata kolektivní (1999, 2011). Krom toho je pětinásobnou individuální halovou mistryní světa (1991, 1995, 1999, 2001, 2012), navíc má z haly jedno týmové zlato z roku 2007. S italským družstvem získala též dva týmové tituly mistra Evropy (2010, 2012).